# العالية (مركز)
العالية هي أحد مراكز محافظة بيش التابعة لمنطقة جازان جنوب غرب السعودية، حيث تقع في إقليم تهامة بالقرب من ساحل البحر الأحمر ويعتبر مناخها ساحلي.

## القرى التابعة للمركز
- الدهناء
- الحوامضة
- جميماء
- المحاصية
- المدرك
- الحلة
- السلامة العليا
- السلامة السلفى
- خرفوشة والنقاش
- نورة وحنقفه
- شهده
- الخضراء
- الزقلة